# Acqui Football Club
La S.S.D. Acqui Football Club, meglio nota come Acqui, è una società calcistica italiana con sede nella città di Acqui Terme.
Milita in eccellenza, quinta divisione del campionato italiano.

## Storia
Fondata nel 1911 per iniziativa di tre club di ginnastica della città termale (La Bagni, Arte et Marte e Acqui Club), l'Unione Sportiva conobbe il suo periodo più fortunato proprio negli anni successivi alla fondazione: arrivò a disputare la Prima Categoria 1914-1915, l'ultima prima dello stop dei campionati, giocando con una maglia con una doppia striscia sul petto forse di colore rosso-nero. Passò i successivi decenni in I Divisione e in Serie C; nel secondo dopoguerra prese parte principalmente a tornei minori.
Dopo essere stata ribattezzata Associazione Sportiva Dilettantistica Acqui 1911 nel 2012 e poi aver assunto la forma sociale di S.S.D. nel 2014, la squadra ha cessato le attività nel corso del campionato di Eccellenza Piemonte-Valle d'Aosta 2016-2017: dopo essere retrocessa dal precedente campionato di Serie D, la società era infatti entrata in gravi difficoltà manageriali e finanziarie, tanto da rischiare l'esclusione dalla stagione seguente. Iscrittasi in extremis con una rosa poco competitiva, aveva partecipato alle prime 13 giornate dimostrando un rendimento deficitario (senza conseguire nessuna vittoria e subendo molti goal). L'acuirsi delle problematiche sociali sul finire dell'anno 2016, con la squadra sfrattata dai propri campi d'allenamento per morosità, sfocia infine in quattro mancate presentazioni ad altrettante gare di campionato: a seguito di ciò, in data 11 dicembre, il giudice sportivo esclude l'Acqui dal girone B di Eccellenza regionale, invalidando tutte le partite disputate in precedenza e svincolando d'ufficio tutti i giocatori tesserati.
Dopo alcuni mesi di totale inattività, nel luglio 2017 la parte residua del vecchio Acqui Calcio (comprendente il settore giovanile) viene incorporata da una società minore cittadina, l'A.S.D. La Sorgente, che muta denominazione in Società Sportiva Dilettantistica Football Club Acqui Terme e adotta colori e simbologia affini a quelli storici del club termale, iscrivendosi al campionato regionale di Promozione. Piazzatasi quarta nella stagione della rinascita, nell'estate 2018 la società muta ulteriormente denominazione in Società Sportiva Dilettantistica Acqui Football Club.

## Palmarès

### Competizioni regionali
- Eccellenza: 2

2008-2009, 2013-2014 (girone B)
- Promozione: 2

1981-1982 (girone B), 1994-1995 (girone D)
- Prima Divisione: 1

1950-1951 (girone B)
- Coppa Italia Dilettanti Piemonte-Valle d'Aosta: 1

2008-2009
- Campionato italiano di terza divisione: 1

1926-1927 (girone C)

## Statistiche

### Cronistoria campionati
| Categoria | Partecipazioni | Debutto   | Ultima stagione |
| --------- | -------------- | --------- | --------------- |
| C         | 15             | 1929-1930 | 1947-1948       |
| D         | 22             | 1948-1949 | 2015-2016       |
| Ecc.      | 19             | 1995-1996 | 2024-2025       |